# Тяжёлый песок (роман)
«Тяжёлый песок» — роман Анатолия Рыбакова, изначально напечатанный в журнале «Октябрь» (1978), а затем вышедший отдельной книгой (1979). В основе сюжета романа — любовь Якова и Рахили Ивановских и история их семьи, которая продолжается более трёх десятков лет (1909—1942). Вместе с семьёй Ивановских читатель проходит обе мировые войны, революцию в России, множественные семейные изменения, любовь, рождение наследников, а финалом становится смерть… Роман повествует о трагедии Холокоста и мужестве Сопротивления.
Роман в своё время отказались печатать и «Новый мир», и «Дружба народов». Несмотря на большие трудности (из-за непривычности тематики), после того как роман пробился в советскую печать, он сразу принёс Рыбакову огромную популярность. Выход романа для советского читателя стал литературной сенсацией, так как впервые в русской литературе после 1930-х гг. появился роман, посвящённый почти исключительно еврейской жизни. По мнению литературоведа и невестки Анатолия Рыбакова Натальи Ивановой, роман удалось опубликовать благодаря идеологическим послаблениям в редакционной политике журнала «Октябрь» после смерти его главного редактора Всеволода Кочетова«Роман был переведён на идиш и опубликован в журнале «Советиш геймланд». Впоследствии (уже в 2000-е годы) по нему был создан многосерийный фильм.

## Сюжет
В городок Сновск из Швейцарии приезжает известный базельский врач Леон Ивановский вместе с сыном Яковом. Леон хочет показать сыну город, где родился и провёл своё детство. В Сновске Яков знакомится с Рахилью Рахленко, и молодые люди влюбляются друг в друга. Отец Якова не поддерживает решение сына жениться на Рахили, так как женитьба на девушке из небогатой семьи маленького городка может помешать желанию отца сделать из сына известного врача.
Яков уезжает обратно домой в Базель, но обещает переписываться почти каждый день, и, спустя год вернувшись в Сновск, делает Рахиль предложение. После свадьбы молодожёны уезжают в Швейцарию, где Рахиль рожает сына, которого называют Лев. Однако Рахиль в Базеле тоскует по родине и спустя небольшое время вместе с сыном возвращается в Сновск.
Яков сильно скучает по своей жене и, оправдывая страхи отца, жертвует карьерой и едет к жене обратно в УССР. Здесь молодая семья переживает трудные времена, но, несмотря на все сложности, сохраняют свою любовь.
Семейное счастье рушится в одночасье, когда страну оккупируют немецкие войска, начавшие истреблять её еврейское население.

## О романе
В «Тяжёлом песке» большинство главных персонажей носят имена известных библейских героев: глава семьи Рахленко — Авраам (сын Исаака), его дети — Иосиф и Лазарь, дочь — Рахиль, зять — Якоб (Иаков), внуки — Дина, Ефим.

## Экранизация
В 2003 году начали снимать одноимённый сериал режиссёров Антона и Дмитрия Барщевских по сценарию Натальи Виолиной и Леонида Зорина. После начала съёмок в 2003 году работа над фильмом прервались и была возобновлена только в 2006 году. Премьера в России состоялась на Первом канале через 5 лет после начала съёмок — в октябре 2008 года.